# فرودگاه جورجیا کلامبس
فرودگاه جورجیا کلامبس (به انگلیسی: Columbus Airport (Georgia)) یک فرودگاه همگانی بهره‌برداری هوایی با کد یاتا CSG است که یک باند فرود آسفالت دارد و طول باند آن ۲۱۳۳ متر است. این فرودگاه در کشور ایالات متحده آمریکا قرار دارد و در ارتفاع ۱۲۱ متری از سطح دریا واقع شده‌است.